# チャオプラヤー・コーサーパーン

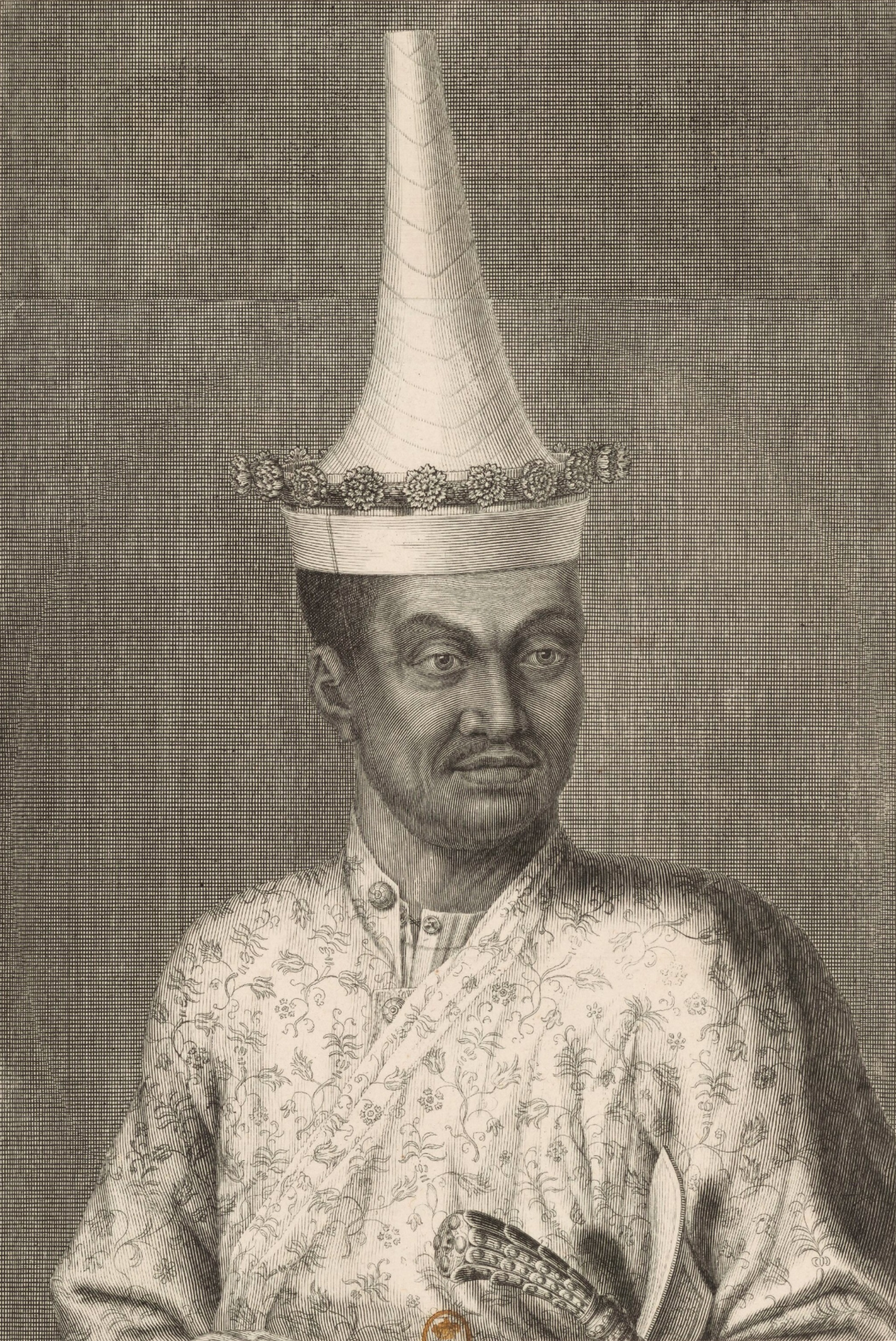
コーサー侯パーン

コーサー侯パーン（Chaophraya Kosapan、เจ้าพระยาโกษาปาน ？ - 1699年）はタイのアユタヤー王朝・ナーラーイ王時代の政府高官。正式名称はコーサーティボーディー侯爵であるが、兄が同じ名前を下賜されたので区別のためこう呼ばれる。俗称はパーン（ปาน）。

## 略歴

### 渡仏
ナーラーイ王を訪問したフランス王・ルイ14世の使節・シュバリエ・ド・ショーモン（en）の帰国の際に、同伴し1684年（タイ仏暦2227年）に渡仏し、ルイ14世に謁見した。当時の官位・欽錫名は ウィスートスントーン子爵（พระวิสูตรสุนทร）であった。このときの渡仏の記録は『コーサーパーンの日記』に記されている。3年後帰国。大使として渡仏したものの、西洋人に対しては懐疑的であった。

### シャム革命・鎖国
ナーラーイ王がロッブリーで病床に臥せた時、アユタヤ王朝の顧問を務めていたコンスタンティン・フォールコンが、フランス軍をアユタヤー城内に入れようとしていたので、フォールコンを殺害しペートラーチャー王を王位につけ、その後タイを鎖国した。

### 最後
ナーラーイ王崩御の後、クーデターによってペートラーチャー王が即位した後、フランス勢への肩入れや先代のナーラーイ王への忠誠を疑われるようになり、1699年に没する。死因は自殺とも鞭打ち刑が原因とも言われている。
ちなみに後のチャックリー王朝・ラーマ1世はコーサーパーンの子孫を名乗った。